# Michael Herbig
Michael „Bully“ Herbig (ur. 29 kwietnia 1968 w Monachium) – niemiecki komik, aktor, reżyser, scenarzysta i producent, autor. Jego filmy But Manitou i Gwiezdne jaja: Część I – Zemsta świrów stały się jednymi z najpopularniejszych filmów niemieckich.

## Dyskografia
- 1998: Feines Fressi
- 2000: Rumpelstilzchen (soundtrack)
- 2001: Unser
- 2001: Der Schuh des Manitu
- 2002: Do the Tomahawk-a-lula! (singiel)
- 2004: Raumschiff Surprise – Periode 1
- 2004: Space-Taxi - Stefan Raab / Spucky, Kork & Schrotty (singiel)
- 2007: Lissi und der wilde Kaiser
- 2009: Father and Son - Bully & Sasha (singiel)
- 2009: Wickie Und Die Starken Männer - Das Hörspiel Zum Kinofilm[2]

## Filmografia
| Rok       | Tytuł                                               | Uwagi                                                         |
| --------- | --------------------------------------------------- | ------------------------------------------------------------- |
| 1997      | Easy Bully (TV)                                     | reżyser, scenarzysta, producent, aktor                        |
| 1997–2002 | Bullyparade (TV)                                    | reżyser, scenarzysta, producent, aktor                        |
| 1999      | Die Bademeister – Weiber, saufen, Leben retten (TV) |                                                               |
| 2000      | Erkan & Stefan                                      | reżyser                                                       |
| 2001      | But Manitou                                         | reżyser, scenarzysta, producent, aktor                        |
| 2001      | Nowe szaty króla                                    | Kuzco (głos) – niemiecka wersja językowa                      |
| 2002      | Knallharte Jungs                                    |                                                               |
| 2004–2007 | Bully & Rick (TV)                                   | reżyser, scenarzysta, producent, aktor                        |
| 2004      | Magiczny kamień                                     | Buu (głos)                                                    |
| 2004      | Gwiezdne jaja: Część I – Zemsta świrów              | reżyser, scenarzysta, producent, aktor                        |
| 2005      | Roboty                                              | Fender (głos) – niemiecka wersja językowa                     |
| 2006      | Hui Buh – Das Schlossgespenst                       | CGI (głos)                                                    |
| 2007      | Lissi na lodzie                                     | Lissi / Ignaz / Erwin Falthauser (także reżyser, scenarzysta) |
| 2008      | Asterix na olimpiadzie                              | Wyrwałomus                                                    |
| 2008      | Wickie, syn wikingów (TV)                           | sędzia na castingu                                            |
| 2008      | Die Geschichte vom Brandner Kaspar                  | Starring                                                      |
| 2009      | Vicky – wielki mały wiking                          | reżyser, aktor                                                |
| 2010      | Toy Story 3                                         | Woody (głos)                                                  |
| 2011      | Hotel Lux                                           |                                                               |
| 2012      | Zettl                                               |                                                               |
| 2013      | Niewiarygodny Burt Wonderstone                      |                                                               |
| 2017      | Bullyparade – Der Film                              | reżyser, scenarzysta, producent, aktor                        |
| 2018      | Balon                                               | reżyser, producent                                            |
| 2022      | Tausend Zeilen                                      | reżyser                                                       |